# Morano-Marguerite Typ BO 2
Der Morano-Marguerite Typ BO 2 war ein sportlicher Personenwagen. 

## Hersteller und Bauzeit
Das französische Unternehmen Société A. Marguerite aus Courbevoie begann etwa 1922 mit der Produktion von Automobilen, die als Marguerite vermarktet wurden. Als Zamorano de Biedema 1928 das Unternehmen übernahm, änderte er den Markennamen auf Morano-Marguerite. Die Produktion des Morano-Marguerite Typ BO 2 als Nachfolger des Marguerite Typ BO 2 fand 1928 statt.

## Fahrzeug
Beim Fahrgestell handelte es sich um ein konventionelles, allerdings besonders niedriges Fahrgestell mit Frontmotor und Hinterradantrieb. Für den Antrieb sorgte ein Vierzylinder-Einbaumotor von Chapuis-Dornier mit 1095 cm³ Hubraum und OHV-Ventilsteuerung, Dreiventiltechnik und Doppelvergaser. Das Fahrgestell hatte eine Spurbreite von 125 cm und einen Radstand von 260 cm. Die Fahrzeuge entstanden als offene Zweisitzer. Die Sportwagen wurden auch bei Rennen eingesetzt. Die bauartbedingte Höchstgeschwindigkeit war mit 134 km/h angegeben.

## Renneinsätze
Der Fahrer Morris nahm am 9. September 1928 mit einem dieser Fahrzeuge am VIII. Grand Prix von Boulogne teil, erreichte allerdings das Ziel nicht.

## Produktionszahl und Nachfolger
Die Produktion des Modells wurde 1928 nach fünf hergestellten Exemplaren ohne Nachfolger eingestellt. Ein Fahrzeug existiert heute noch.